# Krzysztof Przypkowski (piłkarz)
Krzysztof Przypkowski (ur. 16 lutego 1975) – polski piłkarz występujący na pozycji napastnika.

## Kariera piłkarska
Krzysztof Przypkowski jest wychowankiem Sparty Dwikozy. Od sezonu 1992/1993 grał w Siarce Tarnobrzeg, która wtedy występowała w I lidze. W tym klubie występował w sumie przez cztery sezony. Ma na swoim koncie 39 meczów w I lidze (obecnie Ekstraklasa), w których nie strzelił żadnej bramki. Rozegrał także 30 spotkań w II lidze.
Karierę piłkarską Przypkowski zakończył w 2006 roku. Wtedy to występował w Iskrze Sobów (Tarnobrzeg), z którą grał w klasie okręgowej, a następnie w IV lidze.

### Statystyki
| Sezon   | Klub              | Rozgrywki      | Mecze | Bramki |
| ------- | ----------------- | -------------- | ----- | ------ |
| 1992/93 | Siarka Tarnobrzeg | I liga         | 4     | 0      |
| 1993/94 | Siarka Tarnobrzeg | I liga         | 17    | 0      |
| 1994/95 | Siarka Tarnobrzeg | II liga        | 3     | 0      |
| 1995/96 | Siarka Tarnobrzeg | I liga         | 18    | 0      |
| 1996/97 | Siarka Tarnobrzeg | II liga        | 27    | 5      |
| 2005/06 | Iskra Sobów       | Klasa okręgowa |       |        |
| 2006/07 | Iskra Sobów       | IV lidze       |       |        |